# Edward Schildhauer
Edward Schildhauer (New Holstein, 21 de agosto de 1872 — Los Angeles, 24 de maio de 1953) foi um engenheiro elétrico e mecânico estadunidense. Foi um engenheiro no projeto do Canal do Panamá.